# Стара-Пазова (община)
Стара-Пазова (серб. Стара Пазова) — община в Сербии, входит в Сремский округ автономного края Воеводина.
Население общины составляет 71 931 человек (2007 год), плотность населения составляет 205 чел./км². Занимаемая площадь — 351 км², из них 85,2 % используется в промышленных целях.
Административный центр общины — город Стара-Пазова. Община Стара-Пазова состоит из 9 населённых пунктов, средняя площадь населённого пункта — 39,0 км².

## Статистика населения общины
| Год  | Население, чел. |
| ---- | --------------- |
| 1991 | 64 795          |
| 2001 | 66 749          |
| 2002 | 69 230          |
| 2003 | 71 214          |
| 2004 | 71 900          |
| 2005 | 72 252          |
| 2006 | 72 321          |
| 2007 | 71 931          |

## Населённые пункты
- город Стара-Пазова
- город Нова-Пазова
- город Нови-Бановци
- село Белегиш
- село Войка
- село Голубинци
- село Крньешевци
- село Стари-Бановци
- село Сурдук